# Verzeille
Verzeille là một xã của Pháp, nằm ở tỉnh Aude trong vùng Occitanie.
Người dân địa phương trong tiếng Pháp gọi là Verzeillais.

## Hành chính
| Danh sách các xã trưởng                |           |                     |      |         |
| Giai đoạn                              | Giai đoạn | Tên                 | Đảng | Tư cách |
| tháng 3 năm 2001                       |           | Vie Pierre          |      |         |
| tháng 3 năm 2008                       |           | Carbonnel Elisabeth |      |         |
| Tất cả các dữ liệu trước đây không rõ. |           |                     |      |         |

## Thông tin nhân khẩu
| 1962                                         | 1968 | 1975 | 1982 | 1990 | 1999 |
| -------------------------------------------- | ---- | ---- | ---- | ---- | ---- |
| 271                                          | 297  | 322  | 341  | 355  | 358  |
| Số liệu từ năm 1968: Dân số không tính trùng |      |      |      |      |      |